# Damo Suzuki

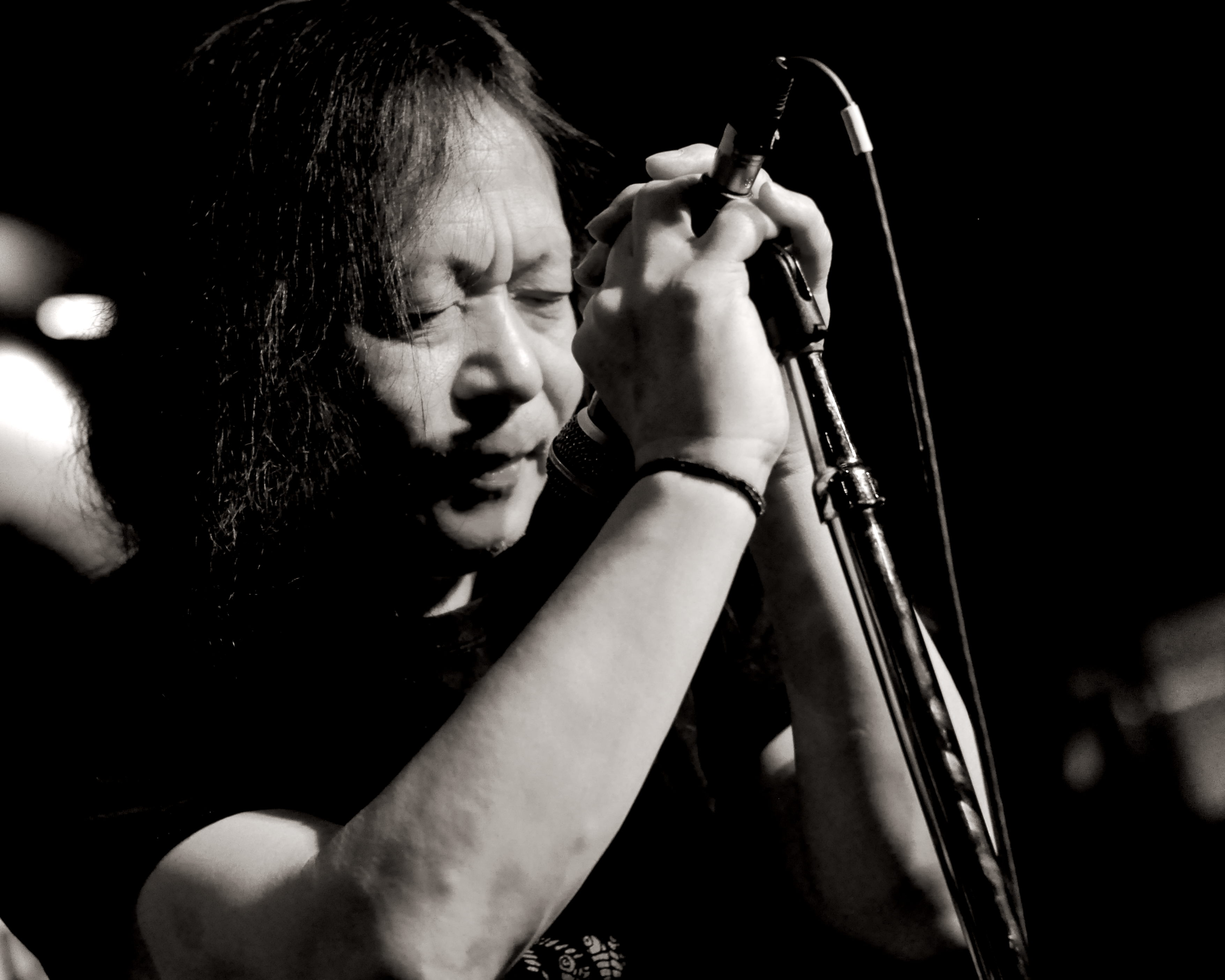
Damo Suzuki 2012

Damo Suzuki (* 16. Januar 1950 in Ōiso, Präfektur Kanagawa, Japan; † 9. Februar 2024 in Köln, Deutschland) war ein japanischer Musiker. Er war Sänger der Gruppe Can von 1970 bis 1973 und seit 1983 mit seiner Solokarriere beschäftigt. Sein Markenzeichen war improvisierter Gesang zu psychedelischer Musik.

## Leben
Damo Suzuki wurde in der Präfektur Kanagawa in Japan geboren und wuchs dort auf. Die Can-Mitglieder Holger Czukay und Jaki Liebezeit entdeckten ihn in München als Straßenmusikant und engagierten ihn spontan. Er absolvierte noch am selben Abend seinen ersten Auftritt mit der Band. Er blieb vier Jahre Mitglied bei Can und nahm unter anderem das Album Tago Mago, das als ein Höhepunkt der Gruppe gilt, auf. Nach seinem Ausstieg verschwand er ab 1974 von der Bildfläche. Er heiratete und bekam Kinder, später wurde die Ehe geschieden.
1983 tauchte er wieder in der Öffentlichkeit auf und spielte bei verschiedenen Bands wie Dunkelziffer oder Phantom Band um Jaki Liebezeit, bevor er die Damo Suzuki Band gründete. Ab 1990 nannte sich die Band dann Damo Suzuki & Friends und schließlich Damo Suzuki’s Network. 1997 gründete er sein eigenes Label Damo’s Network, unter dem er eine Reihe Alben veröffentlichte, die nur Livematerial enthalten.
Ab 1997 war er immer wieder mit diversen Bands und Interpreten unterwegs und verdiente seinen Lebensunterhalt als Musiker. Seine Musik basierte wie schon früher auf Improvisation.
Suzuki litt bereits als 33-jähriger an Dickdarmkrebs; 2014 kehrte diese Krankheit zurück. Suzuki wurde in Bad Honnef auf dem Neuen Friedhof in kleinem Kreis beigesetzt.

## Diskografie
Damo Suzuki ist auf folgenden Alben präsent:
Can
- 1970 – Soundtracks
- 1971 – Tago Mago
- 1972 – Ege Bamyasi
- 1973 – Future Days
- 1976 – Unlimited Edition (Retrospektiver Sampler)

Dunkelziffer
- 1984 – In The Night
- 1986 – III
- 1997 – Live 1985

Damo Suzuki’s Network
- 1997 – Tokyo On Air West 30.04.97
- 1997 – Tokyo On Air West 02.05.97
- 1997 – Osaka Muse Hall 04.05.97
- 1999 – Seattle
- 2000 – Odyssey
- 2000 – JPN ULTD Vol. 1
- 2001 – Metaphysical Transfer
- 2002 – JPN ULTD Vol. 2
- 2005 – Hollyaris (2 CDs)

Damo Suzuki Band
- 1998 – V.E.R.N.I.S.S.A.G.E.
- 1998 – P.R.O.M.I.S.E. (7-CD-Box)

Diverse Bands
- 2006 – Damo Suzuki and Now: The London Evening News
- 2007 – The Omar Rodriguez-Lopez Quintet: Please Heat This Eventually
- 2010 – Audioscope: Music For A Good Home (CD)
- 2010 – Damo Suzuki & The Holy Soul: Dead Man Has No 2nd Chance (CD)
- 2010 – Radio Massacre International: Lost in Transit 4: DAMO (CD)
- 2011 – Damo Suzuki & Cuzo: Puedo Ver Tu Mente (CD/LP)
- 2015 – Mugstar & Damo Suzuki: Start From Zero (LP)
- 2018 – Damo Suzuki & Jelly Planet: Damo Suzuki & Jelly Planet (CD/2LP)
- 2020 – Mugstar & Damo Suzuki: Invisible Wind Factory (LP)
- 2020 – Damo Suzuki & Jelly Planet: Glocksee (2LP)
- 2022 – Damo Suzuki & Spiritczualic Enhancement Center: Arkaoda (CD/LP)